# Saiful Alam (Sportschütze)
Saiful Alam (bengalisch সাইফুল আলম; geb. 28. Oktober 1968) ist ein ehemaliger bangladeschischer Sportschütze.
Er trat bei den Olympischen Sommerspielen 1996 in Atlanta an. Im Wettbewerb 10 m Luftgewehr erreichte Alam 581 Punkte und kam damit auf Platz 33. Er diente auch als Fahnenträger bei der Eröffnungszeremonie.